# Клітенка (річка)
Клітенка  — річка у Козятинському та Бердичівському районах Вінницької та Житомирської областей, права притока Глибокої Долини (басейн Дніпра).

## Опис
Довжина річки 17  км. Площа басейну 45,4 км².
Колишня назва Верхорудка Бистрицька.

## Розташування
Бере початок на південному заході від Тернівки. Тече переважно на північний схід через Малу Клітинку і біля Житинців впадає у річку Глибоку Долину, ліву притоку Гнилоп'яті.
Населені пункти вздовж берегової смуги: Поличинці, Кикишівка.